# Commelina critica
Commelina critica är en himmelsblomsväxtart som beskrevs av De Wild. Commelina critica ingår i släktet himmelsblommor, och familjen himmelsblomsväxter. Inga underarter finns listade.